# کامپیلیت
کامپیلیت (به انگلیسی: Campylite) با فرمول شیمیایی Pb5[Cl - ((AsP)O4)3] از مجموعه کانی هاست و  از زبان یونانی Kampe یعنی منحنی و lithos یعنی سنگ گرفته شده‌است.  برای اولین بار در انگلستان کشف شد و از نظر شکل بلور: پهن و کوتاه - فلسی - رمبوئدر - ماکله و در رده‌بندی آرسنیات است و از نظر ژیزمان  تقریباََ کمیاب بوده و در چک و اسلواکی، بریتانیای کبیر و فرانسه یافت می‌شود.

## منبع
- پردیس کشاورزی ایران